# Retaguardia jazz band

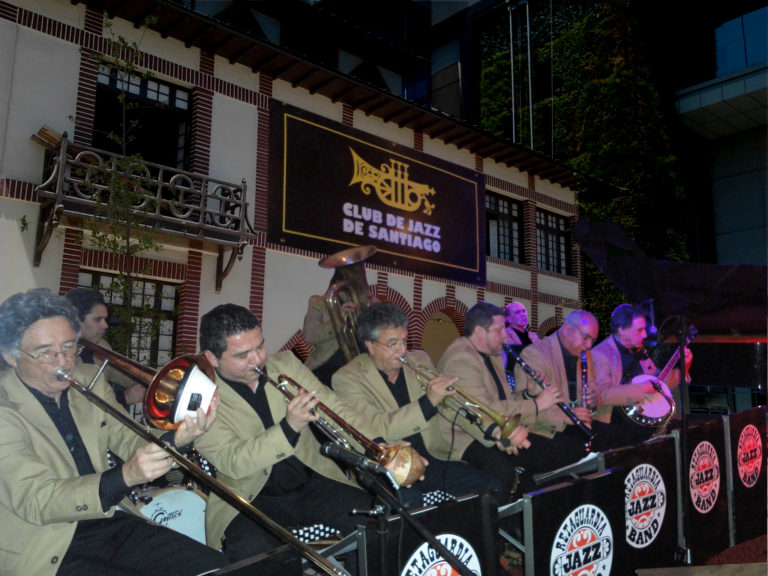
Presentación del grupo en el Club de Jazz de Santiago en el frontis de Casa Maroto.

Retaguardia Jazz Band, el grupo de jazz clásico (tipo hot jazz) de más larga trayectoria en Chile. Fue fundado en 1958 por jóvenes músicos aficionados, reunidos en torno a un taller dirigido por el tubista Domingo Santa Cruz, que había quedado sin grupo tras la disolución de su banda anterior, Santiago Jazz Band. Desde entonces el grupo ha funcionado como una institución permanente, podría decirse, por la que han pasado sucesivas generaciones de integrantes (48 miembros en total). De la formación original sólo permanece Antonio Campusano (piano), que cumple la labor de director de la banda. El grupo, a lo largo de décadas, evolucionó desde una calidad amateur hacia interpretaciones depuradas y profesionales. Se le suele llamar al grupo los decanos de la escena jazzera santiaguina, siendo escoltada en longevidad por una agrupación motejada los vicedecanos, Santiago Stomper, de 1965. 
Retaguardia Jazz Band ha tocado en festivales en Río de Janeiro, Nueva Orleans y Mar del Plata, entre otros, compartiendo programa con músicos como Jean Luc Ponty, Al Di Meola o John McLaughlin. Retaguardia lleva ya 21 invitaciones a diferentes festivales en Argentina, en las ciudades de Mendoza (1975, 1988 1989 y 2008), Santa Rosa de la Pampa en 5 oportunidades, la primera en 1989, Bahía Blanca, 3 veces,  Neuquén, Bariloche (1998), Rosario, en 1990, y Córdoba, en 2 oportunidades.
Últimamente ha participado en los festivales de Marciac (Francia), en agosto de 2009, y Whitley Bay (Reino Unido,) en julio de 2010

## Primera formación
- Domingo Santa Cruz (tuba)
- Cristian Álvarez (tuba actual)
- Roberto Millar (clarinete)
- Antonio Campusano (piano)
- Agustín Cardemil (trombón)
- Carlos Subiabre (trompeta)
- Luis Herrera (contrabajo)
- Alberto Quiroga (batería)

## Discografía
El grupo ha editado 11 discos en su historia. El primero de ellos es:
- Retaguardia Jazz Band (años 1920-1930), (1974) Edición LP reeditado en CD
- Retaguardia Jazz Band (El Jazz de la Retaguardia (1975) Edición LP reeditado en CD
- Retaguardia Jazz Band (Vol.3) (1980/81) Edición Casete reeditado en CD
- Retaguardia Jazz Band (Vol.4) (1982) Edición Casete reeditado en CD
- VOL.11 ...  50 AÑOS (2008) CD editado en 2010
- VOL.10      45 AÑOS 2003)CD
- VOL. 9  EN VIVO TEATRO MUNICIPAL ( 20OO)  CD
- VOL. 8  primer vol en CD
- VOL. 7   EN VIVO FRUTILLAR casete reeditado en CD
- VOL. 6  35 AÑOS CASSETTE 1993 reeditado en CD
- vol 5    en vivo Frutillar casete 1990 reeditado encd

- Datos: Q5788103